# میخاو کفیاتکوفسکی
میخاو کفیاتکوفسکی (لهستانی: Michał Kwiatkowski؛ زادهٔ ۲ ژوئن ۱۹۹۰) دوچرخه‌سوار اهل لهستان است.
از باشگاه‌هایی که در آن بازی کرده‌است می‌توان به تیم کوئیک‌استپ فلورز، تیم اسکای، کاخا رورال-سگوروس رخا، و تیم ریدیوشک اشاره کرد.
وی در مسابقات کشوری و بین‌المللی در مجموع برندهٔ ۳ مدال طلا، ۱ مدال نقره و ۱ مدال برنز شده‌است.